# George Gershwin
George Gershwin, vlastním jménem Jacob Gershowitz (26. září 1898 New York – 11. července 1937 Los Angeles), americký skladatel, který dosáhl světové popularity dlouhou řadou evergreenů (např. The Man I love, Oh, Lady be Good, Embraceable you, Facinathing Rhythm). Ty dodnes žijí a mnozí známí interpreti jako Ella Fitzgeraldová, Frank Sinatra, Billie Holiday nebo Miles Davis jim vdechli další život v nových nastudováních. Neméně úspěšně zakotvil Gershwin několika jazzem ovlivněnými skladbami i na půdě hudby koncertní (Rapsodie v modrém, Američan v Paříži, klavírní koncert F dur aj.) a v opeře (Porgy a Bess). Společně s bratrem Irou patřil k průkopníkům a prvním  mistrům žánru muzikálu.

## Život

### Dětství a rodina (1898–1915)
George Gershwin se narodil v rodině hospodského muzikanta a obchodníka Morice Geršovice a jeho ženy Rosy Bruskinové v newyorském Brooklynu. Jeho rodiče byli židovského původu a sedm let před jeho narozením emigrovali do USA z Ruska. Krátce po příjezdu si otec změnil příjmení  na  Gershwin.  George měl tři sourozence: staršího bratra Iru, mladšího Arthura a sestru Francis. Právě George se měl stát ze čtyř potomků nejznámějším, i když mu velmi zdatně sekundoval také jeho bratr Ira. A nebýt hudebních zájmů jeho bratra, možná by George Gershwin nemohl nikdy naplno rozvinout svůj talent. Právě Ira se totiž začal jako první zajímat o hudbu, a tak mu jeho rodiče pořídili klavír. Daleko větší zápal pro hudbu však nakonec projevil George, který začal ve dvanácti letech za finanční podpory rodičů studovat hru na klavír. Velký podíl na jeho výchově měl klavírista Beethovenova symfonického orchestru Charles Hambitzer, který až do své smrti v roce 1918 byl jeho hudebním  mentorem. Učil ho klavírní technice, seznamoval ho s hudbou evropské klasické tradice a povzbuzoval ho k návštěvě orchestrálních koncertů. Během několika málo let se Gershwin stal pohotovým klavíristou, který se mohl v tomto směru brzy uplatnit i profesionálně. V roce 1913 již složil první písničku Since I Found You. Od roku 1912 studoval na matčino přání na obchodní škole, ale v dubnu 1914 přijal místo pianisty (piano pounder) v hudebním nakladatelství Remick a školu opustil.

### Začátky úspěšné kariéry (1914–1924)
George Gershwin započal svou kariéru v hudebním nakladatelství Tin Pan Alley, kam mířily kroky mladých skladatelů. Nosili sem své novinky a doufali v úspěch. Gershwinovým úkolem bylo najít v hlušině vzácný kov: přehrával nabídky z listu a komentoval je jako tzv. „song plugger“ pro eventuální zájemce. Často nahrával oblíbené skladby na válečky pro mechanické klavíry.  Zde mu pod rukou prošly stovky skladeb a díky tomu mohl získat představu, s jakým druhem hudby se dá v Americe prorazit. V té době své příjmení upravil na Gershwin. Po dvou letech práce u hudebního nakladatelství začal vydávat své první kompozice. Skladba When You Want ’Em You Can’t Get ’Em (1916) sice nebyla nikterak oceněna, ale mladý George se postupně dostával do povědomí tehdejších skladatelů působících na slavné Broadwayi.  V březnu 1917 z nakladatelství odešel a několik měsíců se živil jako příležitostný pianista a doprovázeč zpěváků. Jeho cílem bylo prosadit se s vlastní tvorbou. První vlastní show, kterou  na Broadway uvedl s podporou producenta Alexe Aarona  v roce 1919, měla název La-La-Lucille! a obsahovala 12 originálních písní. Hudební nakladatel Max Dreyfus vydal  sedm písní tiskem. 
Gershwinovým  prvním velkým hitem byla Swanee, kterou napsal  s přítelem Irvingem Ceasarem  již v březnu 1918. Přestože vzbudila pozornost profesionálních zpěváků a byla vydána i tiskem, očekávaný úspěch se nedostavil. Úspěšně zazněla až koncem roku 1919  v podání  Ala Jolsona, který píseň  zařadil  do své show  a v lednu 1920 ji nahrál na gramofonovou desku. Prodaly se miliony nahrávek a Gershwin si v krátké době získal jméno i značné bohatství. S písničkářem a hudebním režisérem Williamem Dalym spolupracoval na broadwayských muzikálech Piccadilly to Broadway (1920) a For Goodness' Sake (1922) a společně složili hudbu k muzikálu Our Nell (1923). Mezi roky 1920 a 1924 Gershwin vytvořil hudbu pro sérii George White Scandals. Od počátku 20. let Gershwin často spolupracoval s textařem Buddym DeSylvou. Společně vytvořili experimentální jednoaktovou jazzovou operu Blue Monday, odehrávající se v Harlemu. 

#### Rapsodie v modrém(1924)
Skladba údajně zaujala Paula Whitemana, dirigenta populárního orchestru, který Gershwina vyzval k vytvoření  orchestrální kompozice v jazzovém stylu. Gershwin se tohoto úkolu zhostil natolik důkladně, že napsal skladbu pro orchestr a klavír,  známou brzy po celém světě: Rhapsody in Blue. Byla očekávána s netrpělivostí. Zhruba tři týdny před jejím dokončením proběhly tiskem zprávy o chystané premiéře díla. Ta se konala 12. února 1924 v Aeolian Hall a George Gershwin vystoupil jako sólista, dirigoval Paul Whiteman. Skladbou se její autor zařadil mezi nejznámější skladatele v celé historii Ameriky, přestože odborná kritika poukazovala na určité formální kompoziční nedostatky.

### Léta na Broadwayi (1924–1935)

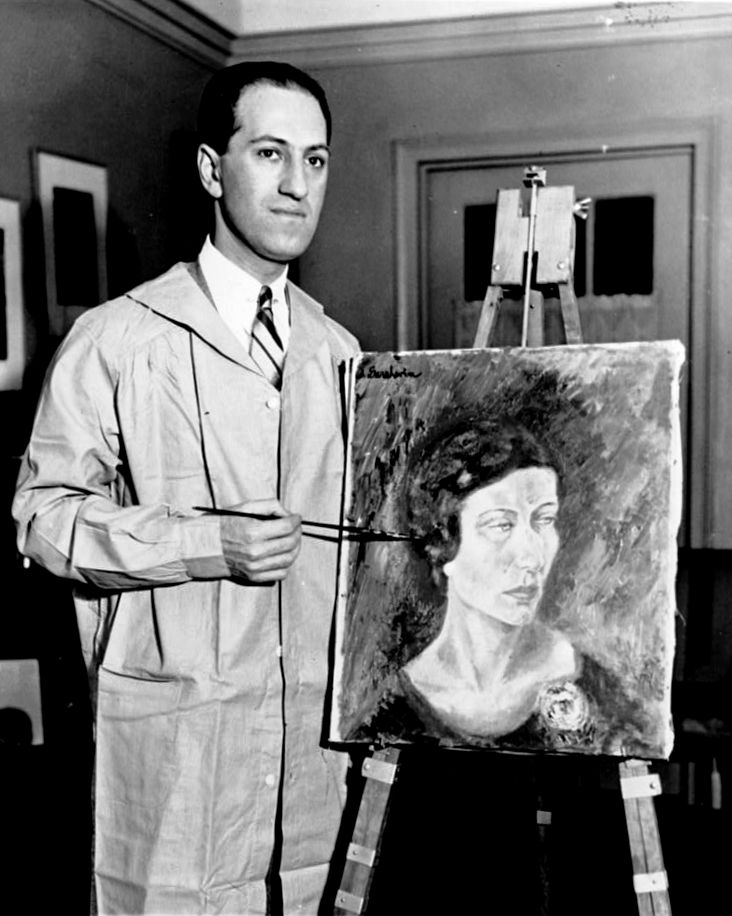
George Gershwin před svým prvním obrazem malovaným olejem ve svém bytě v New Yorku (1931)

Vedle Rapsodie v modrém proslul svými kompozicemi pro hudebně-taneční revue na Broadwayi.  Z těchto show přecházely jeho nejlepší songy i do amerických zpěvníků tanečních písní. Velký úspěch na zaznamenal ve spolupráci s bratrem Irou v roce 1924 s muzikálem Oh, Lady, be Good!.  V tomto muzikálu zazněly například evergreeny jako Fascinating Rhythm, Oh, Lady, be Good nebo  The Man I Love.
George Gershwin udržoval mnoho let milostný vztah se skladatelkou a klavíristkou  Kay Swiftovou, se kterou se často radil o své hudbě. Přestože se kvůli němu rozvedla, nikdy se nevzali. Úspěšný muzikál Oh, Kay z roku 1926 však nemá s Gershwinovou životní družkou nic společného. V létě 1925  bratři Gershwinovi koupili velký dům na Západní ulici u řeky Hudson, do kterého se nastěhovala celá rodina. George měl prostorný byt ve čtvrtém poschodí s  pracovnou a velkým hudebním pokojem s koncertním křídlem. Měl velkou sbírku obrazů, hlavně francouzských impresionistů a sám ve volných chvílích maloval. Později se bratři několikrát stěhovali do samostatných bytů.
Nadále spolupracoval se svým bratrem, například v Tip-Toes, Oh, Kay, Strike Up the Band, Funny Face, Girl Crazy, Of Thee I Sing, ve kterých zazněly písně jako Clap Yo’ Hands, Strike Up the Band a také ve své době velmi populární Someone to Watch Over Me. I přes tento pokrok, který mimo jiné znamenal velmi dobré finanční zajištění, nenechávala ho v klidu koncertní síň. Tak přibyla na jeho kontě další díla, která si vydobyla proslulost originálním navázáním na afroamerické zdroje a jazzovou praxi. Vznikl Koncert pro klavír a symfonický orchestr F dur (1925), Preludes for Piano (1926), orchestrální Američan v Paříži (1928, po návštěvě Paříže), Kubánská předehra (1932, po cestě na Kubu) a několik málo dalších děl.
V březnu 1928 odjel se svým bratrem Irou na dovolenou do Evropy, chtěl pokračovat ve studiu skladby. V Londýně byl Gershwin populární už od svých předchozích návštěv v letech 1924, 1925 a 1926.  V Paříži se setkal s Mauricem Ravelem, ve Vídni s  Albanem Bergem, v Berlíně s Kurtem Weillem. Osobně byl spřátelen se také se Stravinským, Milhaudem, Honeggerem, Prokofjevem, Schönbergem. 
Po návratu do USA  a velkém úspěchu skladby Američan v Paříži se Gershwin stal celebritou. V srpnu 1929 hrál před vyprodaným stadionem v New Yorku Rapsodii v modrém a poprvé dirigoval Američana v Paříži. Od té doby byl Gershwin nejen žádaným klavíristou, ale také dirigentem velkých orchestrů.  Jeho hudba provázela muzikály, v nichž účinkovali známí umělci jako Duke Ellington, Ginger Rogersová, Clifton Webb, Ethel Mermanová a další. Na přelomu roku 1930–1931 bratři pracovali v Hollywoodu, na hudebním doprovodu k filmu Delicious. Hudební komedie Of Thee I Sing, satira na americkou politickou scénu,  dosáhla v roce 1931 rekordních 441 repríz a  byla oceněna Pulitzerovou cenou.Velké popularitě  se těšily písně I Got Rhythm, Liza Soon, Embraceable You, ke kterým psal texty Ira Gershwin. Poslední muzikál Gershwin napsal v roce 1933, začal spolupracovat s rozhlasem, kde uváděl vlastní pořad.
Od listopadu 1933  pracoval intenzivně déle než rok na  opeře Porgy a Bess. Podkladem byl román Porgy DuBose Heywarda  ze života chudých Afroameričanů, jehož  divadelní adaptace byla úspěšně uvedena na Broadway v roce 1927. Opera měla premiéru v září 1935 v Bostonu. Zpočátku byla přijata s nadšením,  avšak krátce po svém uvedení v New Yorku byla  ke Gershwinově velkému zklamání stažena a přestala se hrát. Broadwayské představení se  dočkalo 124 uvedení. Scéna odráží chudobu amerických ghett a denní život a sny lidí žijících v nich. V době po světové hospodářské krizi bylo toto téma v USA velmi citlivé. Porgy a Bess se zapsala do dějin opery jako první dílo, které do klasického žánru začalo vnášet jazzové prvky. Dobová kritika toto novátorské dílo, překračující bariéry mezi operou a muzikálem, hodnotila rozpačitě.  Znovu byla oživena až po smrti George Gershwina v roce 1937 a až dodnes patří k nejúspěšnějším světovým operám. Některé její písňové části se dokázaly samy prosadit (Bess You Is My Woman Now, Summertime nebo I Got Plenty of Nuttin’).

### Hollywoodská léta (1936–1937)
Po komerčním neúspěchu Porgy a Bess se Gershwin přestěhoval do Hollywoodu, kde  žil s bratrem Irou a jeho ženou Leonorou v  pronajatém domě v Beverly Hills.   Společně  tvořili kompozice také pro stříbrné plátno, včetně tanečních předloh pro Freda Astaira a Ginger Rogersovou. Po úspěšném filmu Smím prosit? (Shall we dance?) následoval přepis  humoristického románu P.G.Wodehouse A Dassel in Distress (Nevěsta v rozpacích) s písněmi A Foggy Day a Nice Work You Can Get it. Začal pracovat na hudbě k výpravnému barevnému muzikálu The Golwyn Folies, který však byl uveden do kin až po jeho smrti.   

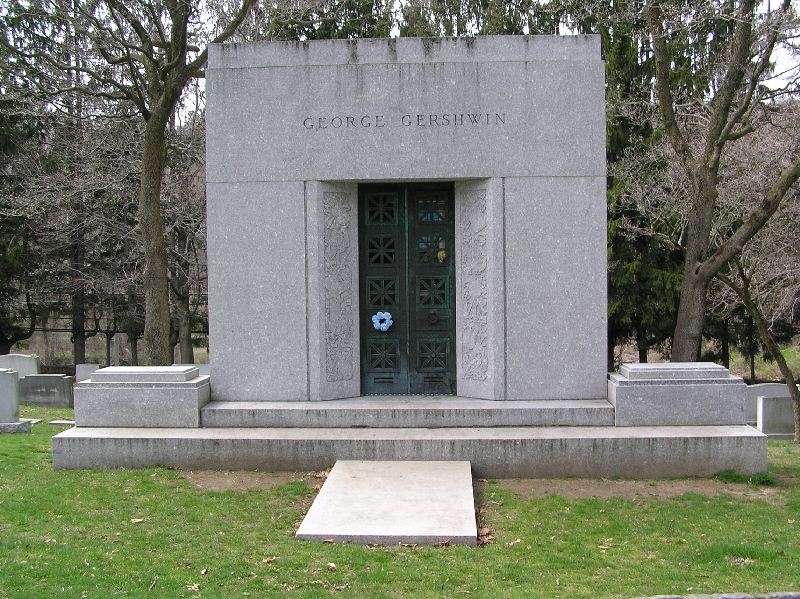
Gershwinova hrobka

### Konec velké osobnosti (1937)
Gershwinův život měl tragické vyústění. Co se původně jevilo jako nevinné bolesti hlavy, ukázalo se být postupem času závažným chronickým onemocněním. Během svých klavírních vystoupení měl problémy s koordinací, dostavily výpadky paměti. V noci 9. července 1937 zkolaboval při práci na partituře a byl převezen do nemocnice v Los Angeles. Lékaři po důkladném neurologickém vyšetření identifikovali problém jako zhoubný nádor na mozku a došli k nezbytnosti chirurgického zákroku. Operace se však nezdařila a George Gershwin 11. července 1937 v Hollywoodu zemřel. Byl pohřben na hřbitově Westchester Hills v Hastings-on-Hudson ve státě New York.

## Dílo
Gershwin byl ovlivněn francouzskými skladateli počátku dvacátého století, především  Mauricem Ravelem. Z amerických hudebních osobností to byli Irving Berlin a Jerome Kern.
Byl ovlivněn americkou hudbou od spirituálů, blues, po moderní rytmy amerického života. Rytmus je důležitou stránkou Gershwinovy hudby. Jeho hudba je odrazem moderního amerického velkoměsta, vztah vztah k městu utvářel jeho povahu i hudbu. Gershwin byl protagonistou symfonického jazzu s díly, v nichž nebývalým způsobem spojil afroamerickou a současnou symfonickou kulturu (a tedy i operu) a otevřel nové hudební světy. V roce 1986 The Recording Academy posmrtně udělila Gershwinovi a jeho bratrovi Irovi cenu Grammy Trustees Award za jejich přínos hudbě.

### Symfonická hudba:
- Blue Monday  (1922), jednoaktová opera
- Rhapsodie v modrém (1924),   symfonická jazzová skladba pro klavír a orchestr
- Klavírní koncert F dur (1925)
- Preludia (1923)  pro klavír
- Američan v Paříži (1928),  symfonická báseň s jazzovými prvky a zvukovými efekty
- Kubánská předehra (1932) skladba napsaná po pobytu na Kubě
- Druhá rapsodie (1931)
- Porgy a Bess (1935), národní americká  opera   se slavnou árií Summertime

### Muzikály a hudební komedie:
- La–-La-Lucille! (1922)
- George White's Scandals (1920–1924)
- Lady, Be Good (1924)
- Tip-Toes (1925)
- Tell Me More! (1925)
- Oh, Kay! (1926)
- Strike Up the Band (1927)
- Funny Face (1927)
- Rosalie (1928)
- Treasure Girl (1928)
- Show Girl (1929)
- Girl Crazy (1930)
- Of Thee I Sing (1931)
- Pardon My English (1933)
- Let 'Em Eat Cake (1933)

### Písně
Napsal kolem 700 písní,  z nichž nejznámější jsou
- The Man I Love
- I’ll Build A Stairway To Paradise
- Someone to Watch Over Me
- Swanee
- Fascinating Rhythm
- Oh, Lady Be Good!
- I Got Rhythm
- Liza
- Embraceable You